# Halle du Souvenir
La halle du Souvenir est un monument commémoratif élevé à la mémoire des combattants allemands de la guerre de 1870 à Gravelotte en Moselle.

## Contexte historique
Pendant l’annexion allemande, de nombreux monuments commémoratifs sont élevés à l’est de Metz, sur les anciens champs de bataille de la guerre franco-allemande de 1870 comme par exemple l’allée des Morts à Colombey ou le Lion de Retonfey-Nouilly. Ce secteur de la Lorraine, qui faisait partie de l'Alsace-Lorraine, était particulièrement cher à l’empereur Guillaume Ier qui surnommait le champ de la bataille de Gravelotte, « le tombeau de ma Garde ». À cette époque, les champs de bataille deviennent des lieux de pèlerinage, aussi bien du côté allemand, que du côté français. L’empereur, lui-même, les visita à plusieurs reprises.

## Construction et aménagements
Sur l'initiative de Victor et Élisabeth Erpeldinger, la commune de Gravelotte fut dotée d’un musée dès 1875, situé non loin du cimetière militaire. L’engouement pour ces lieux de mémoire ne faiblit pas au cours des années, si bien qu’un nouveau projet de mémorial fut lancé peu après 1900.
Le mausolée, de style néo-roman rhénan, est de forme quadrangulaire. Un avant-corps central structure la façade de l’édifice. L’entrée monumentale, ornée de voussures en plein cintre, est surmontée par une petite rosace. Des arcatures aveugles et des bandes lombardes animent les murs latéraux. L’édifice s'ouvre sur une cour intérieure, entourée par une galerie voûtée, reposant sur des piles et des colonnes à chapiteaux cubiques sculptés, évoquant un cloître. Une statue représentant un homme ailé, portant la trompette de la renommée, y figurait à l’origine en bonne place, parmi de nombreuses épitaphes dédiées aux disparus.
En 1905, la Halle du Souvenir, le plus important monument commémoratif de la guerre de 1870, est solennellement inauguré par le petit-fils de Guillaume Ier, l’empereur Guillaume II.

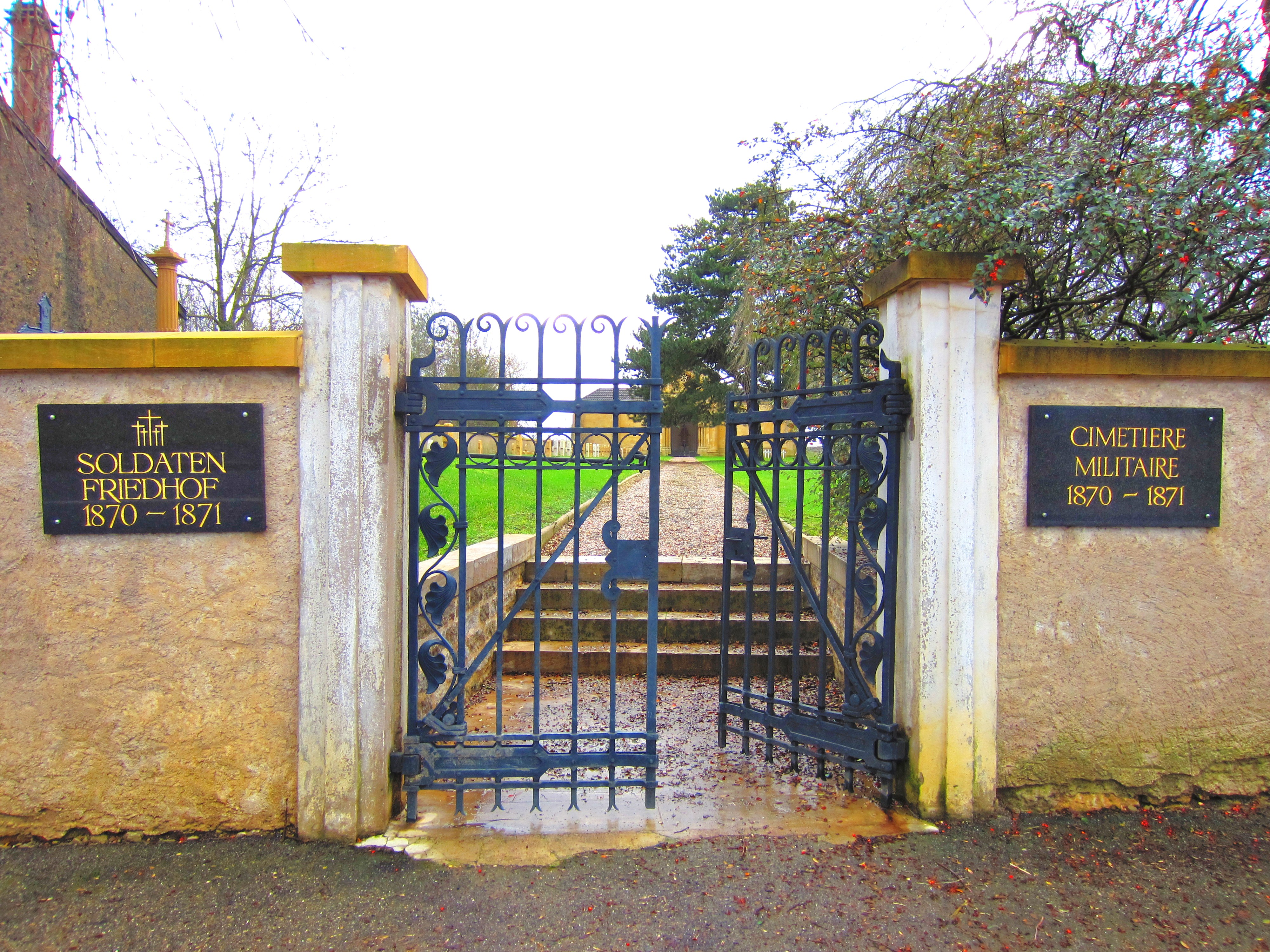
L’entrée.
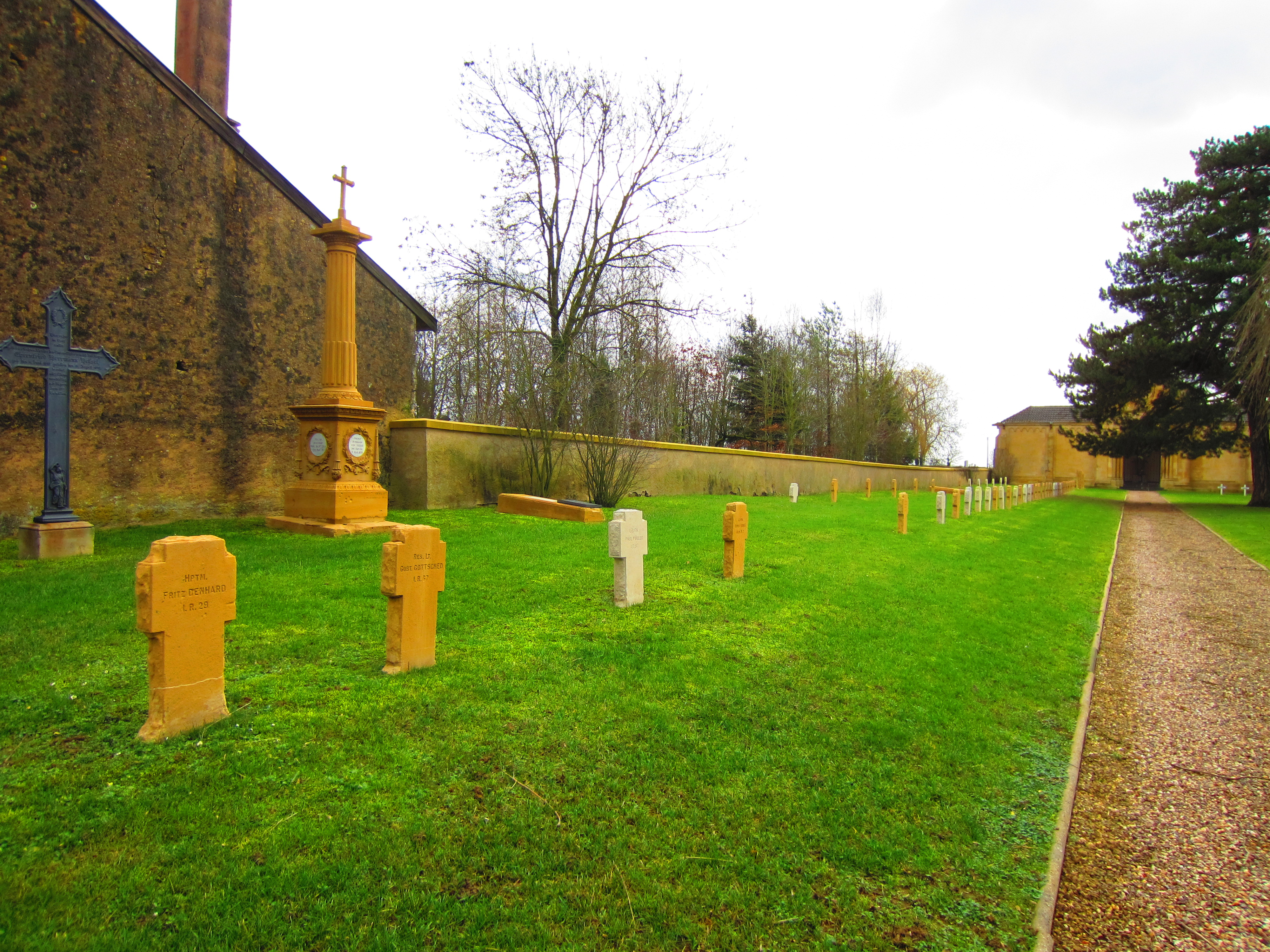
Des tombes.
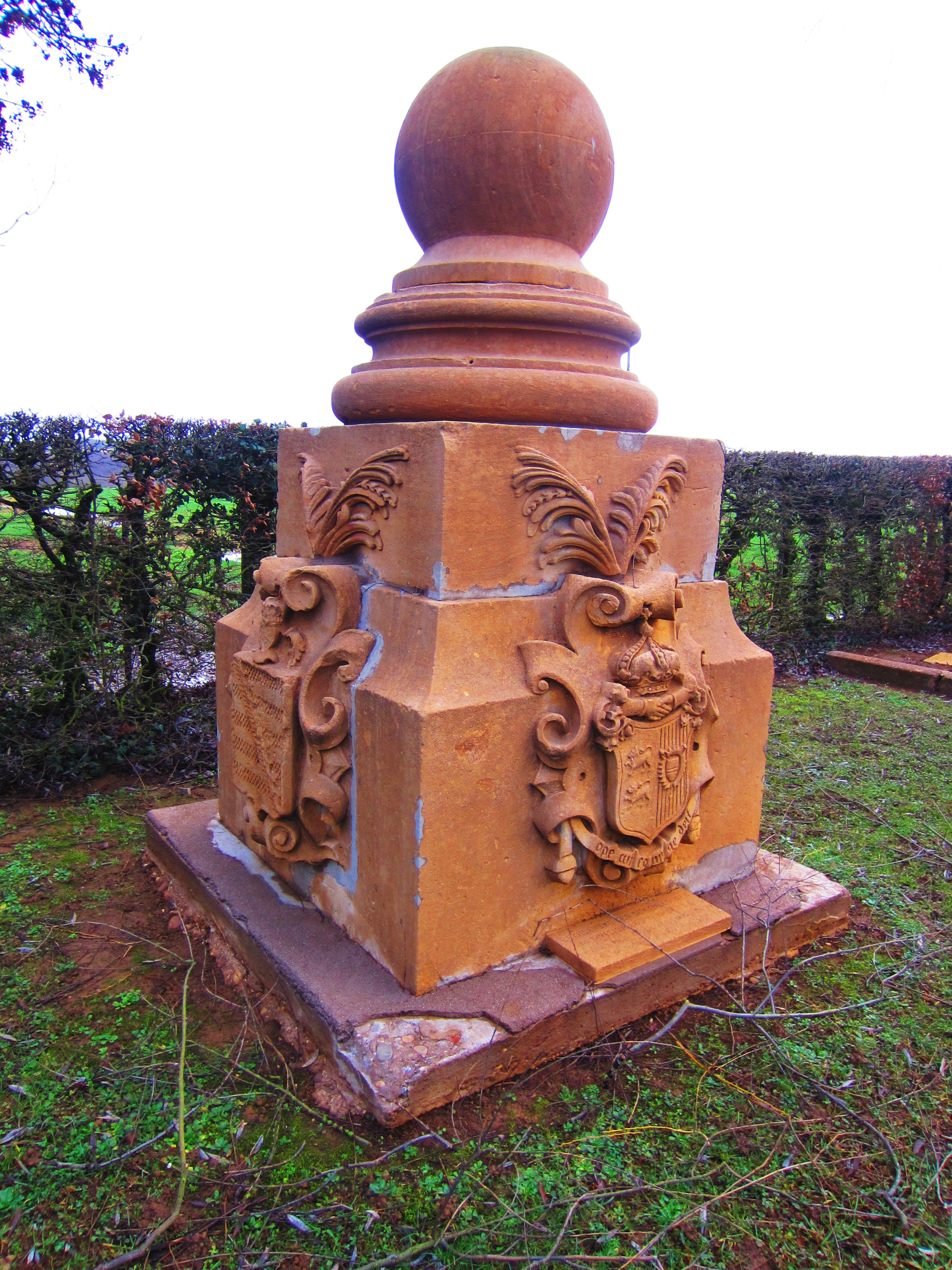
Une stèle.
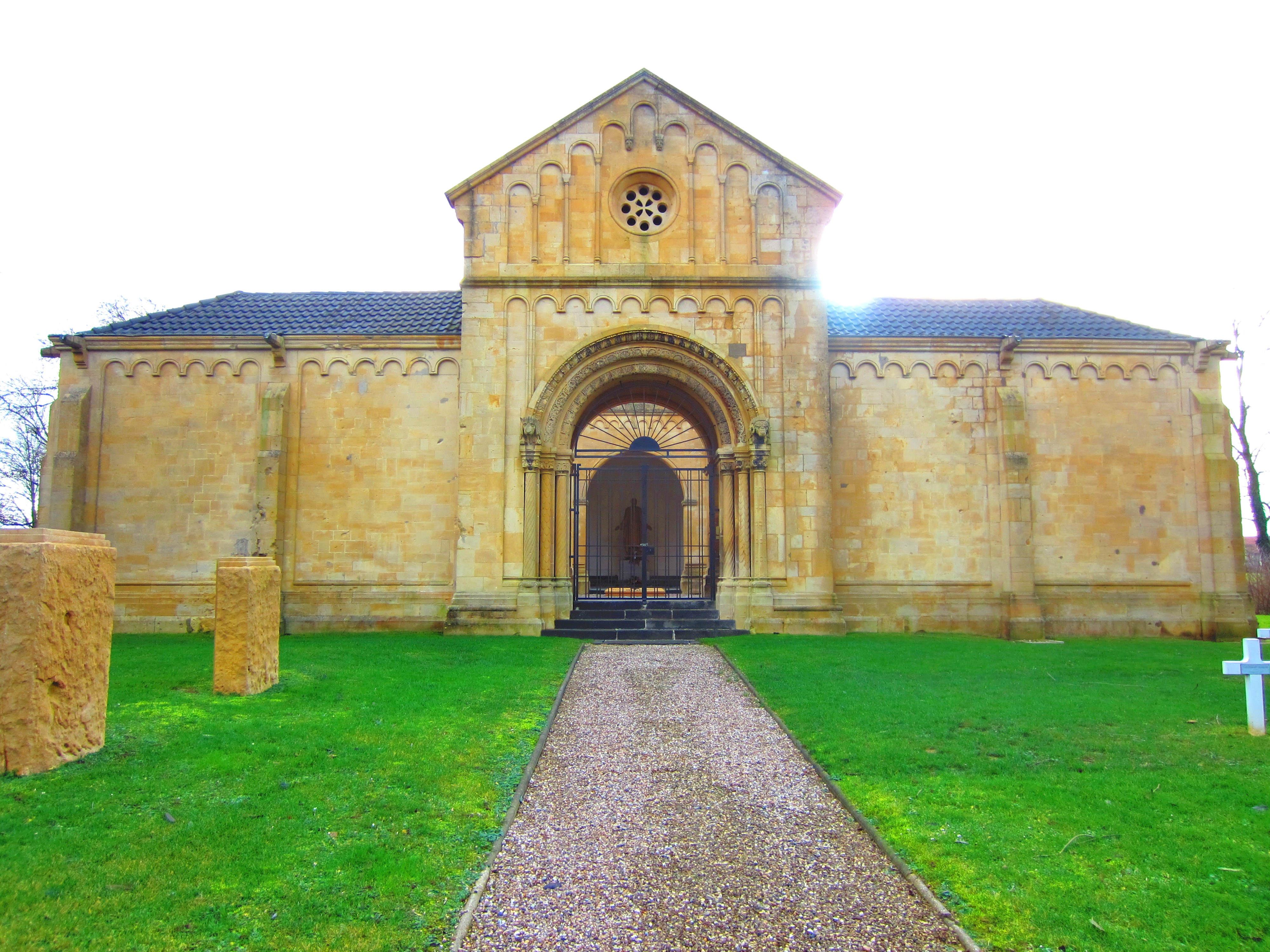
La façade du mausolée.
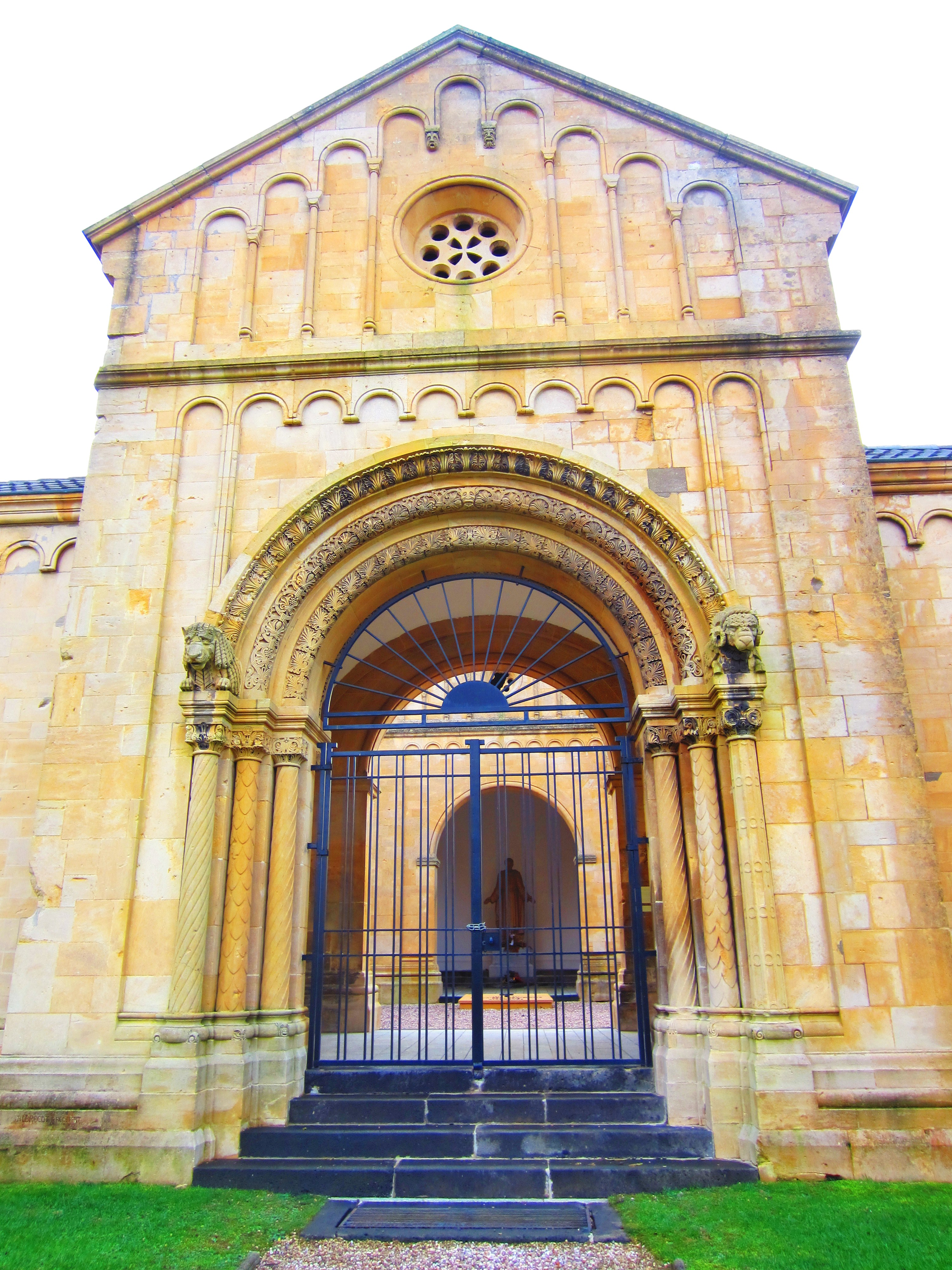
Détail de la façade du mausolée.
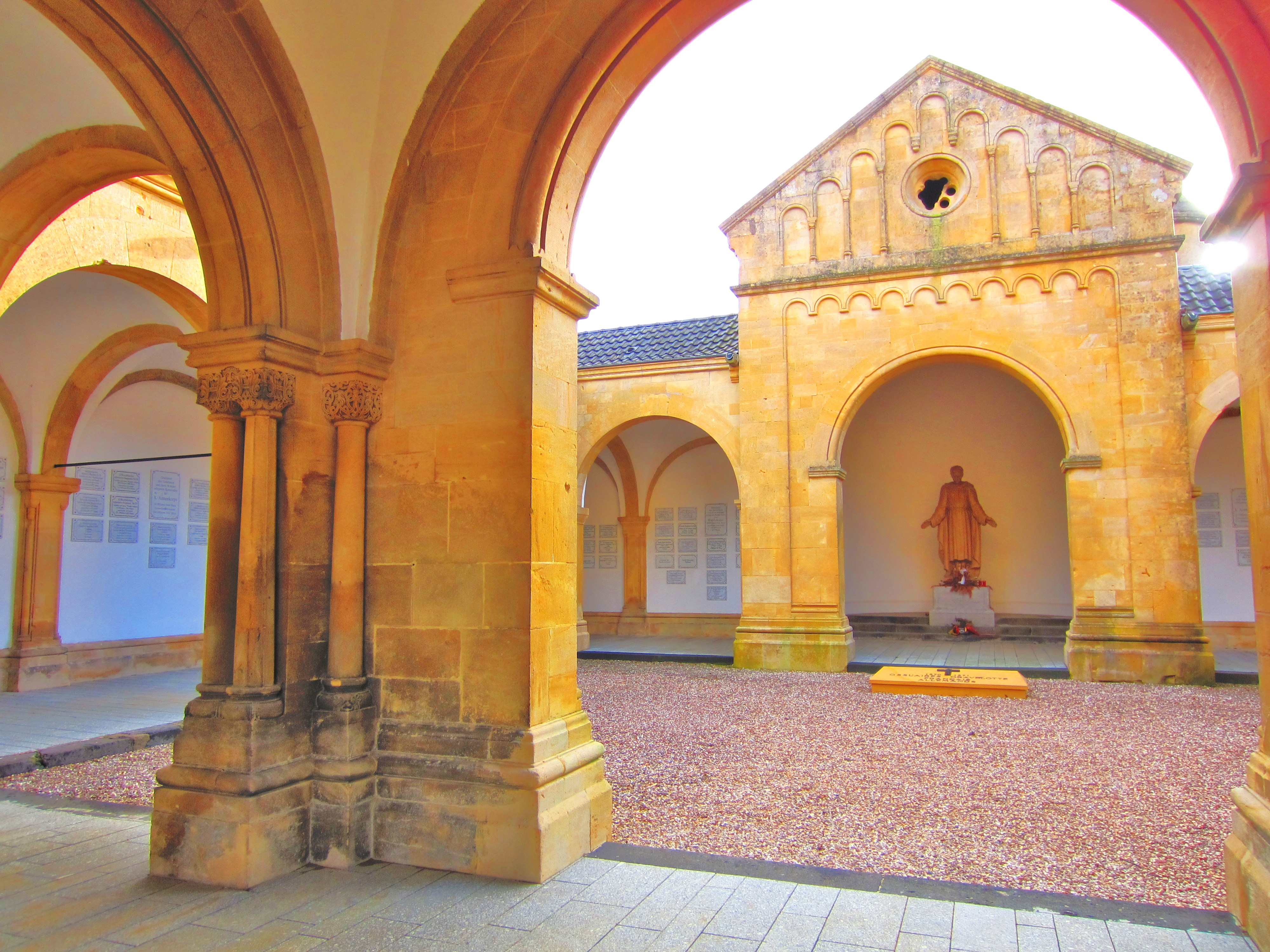
Intérieur du mausolée.
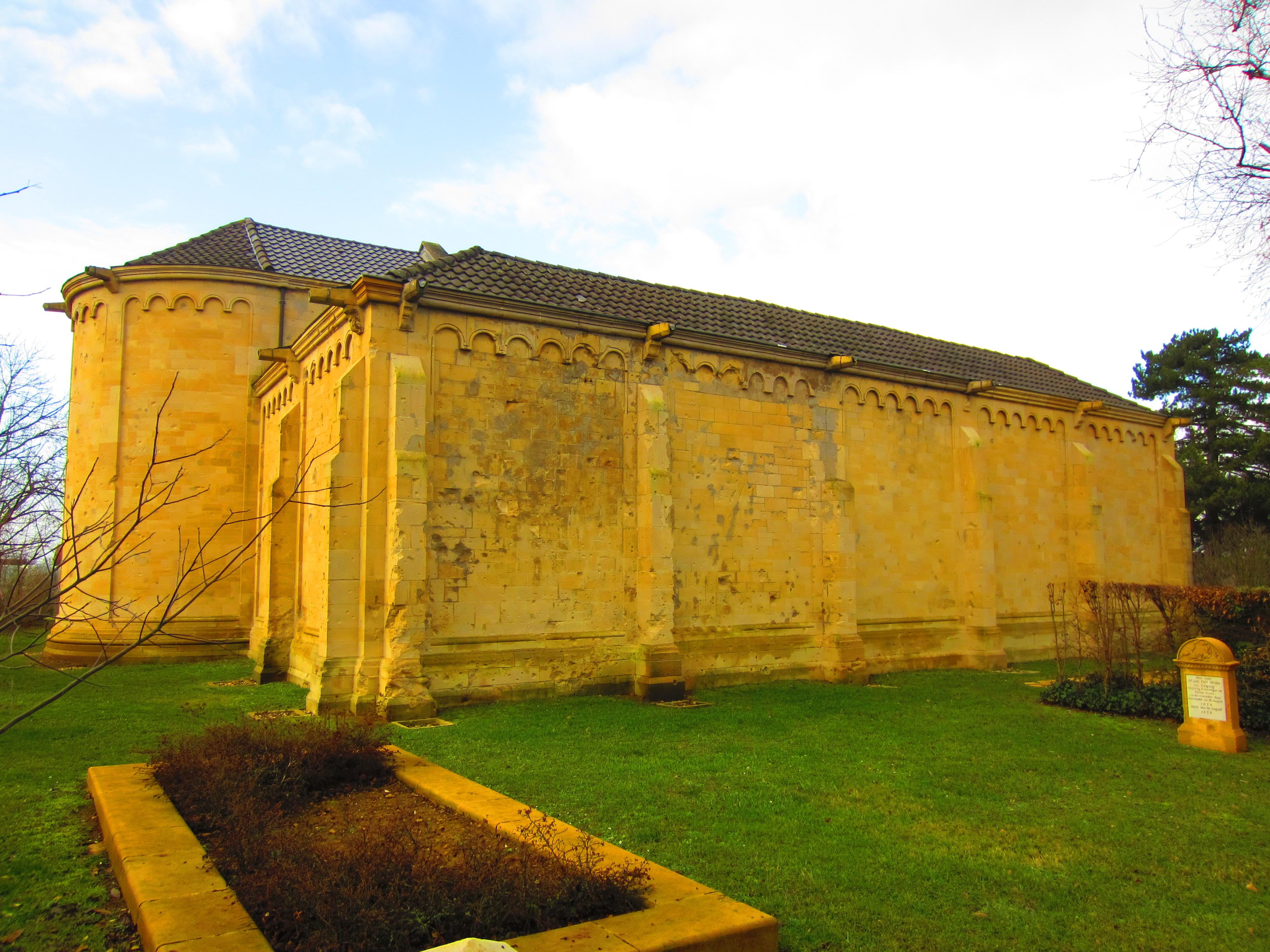
Arrière du mausolée.